# 어몽 어스
《어몽 어스》(영어: Among Us)는 미국의 게임 스튜디오 이너슬로스(영어: InnerSloth)에서 2018년 6월 15일에 출시 및 발표한 온라인 다인용 소셜 디덕션 게임이다. 모바일 버전은 무료이고, PC 버전은 유료이다. 이 게임은 우주와 하늘,무인도를 소재로 한 장소에서 플레이어가 두 역할 중 하나를 맡게 되는 형식이다. 하나는 대부분의 인원을 차지하는 크루원, 나머지는 플레이어 수가 미리 정해진 임포스터이다.
크루원의 목표는 임포스터를 찾아서 우주선 밖으로 방출하거나, 미션장소 곳곳을 들려서 임무를 완수해야 한다. 임포스터의 목표는 크루원들이 모든 임무를 완수하기 전에 크루원들을 방해 공작(사보타지)으로 방해해 게임을 끝내거나, 크루원과 임포스터의 인원 수가 같아지도록 크루원들을 죽여야 한다. 긴급회의(이머전시, Emergency)와 시체신고(report)를 통해 임포스터로 의심되는 플레이어를 우주선 밖으로 방출이 가능하며, 모든 임포스터가 제거되거나 모든 임무가 완수되면 크루원이 승리하고, 임포스터의 수와 크루원의 수가 동일해지거나 일부 사보타지(프랑스어: Sabotage) 공작이 일정 시간 동안 해결되지 않은 상태라면 임포스터가 승리하게 되는 형태로, 마피아 게임과 흡사한 비디오 게임이다.
2018년 처음 출시되었을 당시 대중의 집중을 거의 받지 못하다가 2019년 최케빈이 플레이하고 그에 이어 2020년 트위치 스트리머들과 유튜버들이 플레이를 하면서 인기가 상승하기 시작했다. 특히, 2020년 여름부터 대한민국에서 뜨거운 인기를 얻었다. 어몽어스 붐이라는 말이 나올 정도였다. 게임의 인기도에 대응하여 후속작 어몽 어스 2가 2020년 8월 발표되었으나 한 달이 흐른 9월에 계획된 후속작은 취소되었고, 그 대신 개발팀은 오리지널 게임을 개선하는 방향으로 전환하였다. 어몽 어스는 인터넷 밈에도 영향을 주었으며, 온라인 게임에서 상당한 팔로잉 수를 달성하였다.

## 게임 플레이

관리실에서 흰색 임포스터가 파랑색 크루원을 죽이는 것을 목격한 분홍색 크루원.

이렇게 임포스터가 죽이는걸 크루원이 본 것을 경크라고 한다.
어몽어스는 4~15명의 플레이어로 진행되는 멀티플레이어 게임이다. 이 플레이어들 가운데 1~3명이 각 게임마다 무작위로 임포스터로 선정되며, 그 중 나머지는 크루원이 된다.
유령 외의 모든 플레이어들은 게임의 톱 다운 관점에도 불구하고 시야각이 한정되어 있어서 차단되지 않은 일부 거리에 한해서만 다른 플레이어들을 볼 수 있다.
플레이어가 시체를 발견하면 신고(리포트, report)할 수 있으며, 이를 통해 다른 모든 게임 플레이가 중단되고 플레이어는 살해 주변의 증거를 기반으로 누가 임포스터인지를 토론하는 전체 회의가 이루어진다. 다수결의 원칙에 따라 복수 투표에서 가장 많은 표를 받고 선정된 사람은 우주선에서 퇴출되며, 유령으로 변한다. 플레이어는 사보타지가 일어난 상태일 때를 제외하고 언제든지 지도 상의 긴급회의 버튼을 눌러 긴급 회의를 할 수도 있다. 그리고 스킵(skip)으로 회의를 1차례 건너 뛸 수도 있다. 플레이어는 텍스트 채팅으로 소통할 수 있다. 회의 중에서 생존하는 경우에만 발언이 가능하지만 유령들은 서로 대화가 가능하다. 게임이 내장 음성 대화 시스템을 갖추고 있지 않기 때문에 플레이어는 플레이 중 디스코드와 같은 외부 프로그램을 사용하는 것이 일반적이다. 시야, 긴급 회의와 같은 게임 플레이의 여러 면에 영향을 주는 다양한 옵션들을 각 게임 로비에서 설정할 수 있다. 우주복의 색, 모자, 옷, 펫 등 수많은 꾸미기 옵션이 존재하며, 이것들 중 일부는 유료 다운로드 콘텐츠이다.

## 역할

### 크루원
크루원은 미니게임 형태의 맵 주변을 배회하며, 완수할 미션이 주어지며 임무는 중요 시스템에 대한 유지 보수 작업으로 구성된다. 임포스터가 사용하는 방해공작을 멈추고, 크루원들은 일정 수가 임포스터에게 살해당하기 전 모든 미션을 완수하거나 임포스터를 모두 찾아내어 우주선 밖으로 방출하면 승리할 수 있다.

### 기술자
임포스터가 아니지만 벤트(환풍구)를 사용할 수 있다. 벤트사용은 시간 제한이 있다.
(기본 사용시간:15초,쿨타임:30초)

### 과학자
미션을 할 때마다 바이탈을 위치에 상관없이 볼 수 있다. 미션을 모두 완료하면 쿨타임 형식으로 변경된다.
(사용시간:5초,미션완료시:25초,쿨타임:15초)

### 수호천사
가장 먼저 죽은 크루원이 유령 상태일 때 직업이 수호천사가 된다. 살아있는 크루원에게 실드를 줄 수 있는데, 이 실드는 임포스터의 킬을 한번 무효화시킬 수 있다.(이때 임포스터는 한번 킬쿨이 50%감소)

### 추적자
다른 크루원에게 추적하기를 하면 그 크루원을 제안시간동안 추적할 수 있다. 지도에서 어디있는지 볼 수 있다.

### 노이즈 메이커
임포스터에게 킬을 당할 경우, 소리를 내서 킬을 당했다는 알림을 보낸다. 크루원들이 찾아가서 임포스터를 알아낼 수도 있다.

### 임포스터
임포스터는 크루원들과 조화를 이루기 위해 거짓 임무 목록이 주어지며, 맵 시스템의 사보타지 능력이 생기고, 벤트로 멀리 이동 할 수 있다. 유령이 되었을 경우엔 살해는 불가능하고, 사보타지 능력만 사용할 수 있다.

### 형상 변환자
업데이트로 추가된 직업. 임포스터는 형상 변환자가 된다. 원하는 크루원의 모습으로 변신하여, 크루원들을 혼란에 빠뜨릴수 있다.
자신의 색깔에 알 모양이 나타나고 터진다. (형상변환 증거 남기기 설정가능)
팬텀
임포스터 직업으로 투명상태가 될 수 있다. (시간제한 있음)
연기가 퍼지면서 사라지고 모이면서 나타난다. (시간이 걸려서 잘 들킨다.)
유령
플레이어가 죽으면 유령이 된다. 유령은 벽을 통과하는 능력이 있다. 미션은 할 수 있으나 사보타지를 고치지 못하고, 다른 유령들을 제외한 이들에게는 보이지 않는다.

## 개발 및 출시

### 초기 개발
어몽어스는 파티 게임 중 하나인 마피아 게임의 영향을 많이 받았으며 당연하게도 마피아 게임과 비슷하다. 처음에는 하나의 맵을 사용하는 모바일 전용 로컬 멀티플레이어 게임으로 고안 되었으며, 2018년 6월 "Spacemafia"라는 앱ID를 통해 안드로이드와 iOS용으로 출시되었다. 출시 직후 어몽 어스의 평균 동시 플레이어 수는 30~50명 수준이었다.
프로그래머인 포리스트 윌러드는 "출시가 매우 잘 된 편은 아니었다"고 상기하면서 디자이너 마커스 브로드맨더는 그 이유로 스튜디오 이너슬로스가 "마케팅을 정말 못했다"고 생각했다. 사내 팀은 여러 번 그만둘 생각도 있었지만 작업을 계속했던 이유는 규모는 작지만 강경한 플레이어 기반 때문이었으며 처음에는 온라인 멀티 플레이어, 새로운 임무, 커스터마이즈 옵션이 포함된 뒤 이후 2018년 11월 16일, 스팀을 통해 출시되었다. 크로스 플랫폼 플레이 지원이 PC 버전 릴리스에서 이용할 수 있게 되었다.
2019년 8월 8일, 이너슬로스는 2번째 맵 Mira HQ를 발표하였다. Polus라는 이름의 세 번째 맵은 그해 2019년 11월 12일에 추가되었다. 두 맵 모두 처음에는 US$4를 추가로 지불해야 이용할 수 있었으나 2020년 1월 6일 가격은 $2로 할인되었고 이후 2020년 6월 11일 무료화되었다. 맵 팩은 지금도 모든 플랫폼에서 구매가 가능하지만 더 이상 맵에 대한 접근을 제공하지 않는 대신 플레이어에게 맵에 포함된 스킨만을 제공한다. 4번째 맵인 airship은 한국 기준 2021년 4월 1일 새벽 3시 쯤에 업데이트되었다.
윌러드에 따르면 사내 팀은 순수 비즈니스 관점에서 예상보다 더 오랜 기간 게임과 함께하면서 한 주에 한 차례 정도 게임의 정규 업데이트를 진행하게 되었다. 이는 플레이어 수의 꾸준한 증가로 이어져 게임의 플레이어 기반이 눈덩이처럼 불어나게 되었다. 브로드맨더는 이렇게 할 수 있었던 것은 판매가 특히 잘 이루어지지 않던 시기에도 게임에 대한 작업을 계속할 수 있도록 알뜰히 비용을 절약했기 때문이었다고 언급하였다.

## 역사

### 인기
2018년 출시되었으나 인지도가 없다가  인지도가 올라가기 시작하였다. 2019년 중순 들어서야 최케빈을 시초로 어몽어스가 대한민국과 브라질에서 콘텐츠 크리에이터에 의해 처음 주도된 인기 급상승을 보았다. 브로드맨더는 멕시코, 브라질, 대한민국이 미국보다 훨씬 더 많은 게임 대중도가 있음을 언급하였다. 윌러드에 따르면 트위치 스트리머 Sodapoppin은 2020년 7월 트위치에서 게임의 인기를 드높였다. 이후로 기타 수많은 트위치 스트리머들과 유튜버들이 어몽어스를 플레이하기 시작했다.
어몽어스의 인기의 원인의 하나로서 코로나19 범유행이 주기적으로 언급되었는데, 이는 사회적 거리두기에도 불구하고 사회화를 가능하게 하였기 때문이다. 유로게이머의 에마 켄트(Emma Kent)는 이너슬로스의 더 헨리 스틱민 컬렉션(The Henry Stickmin Collection) 또한 어몽어스의 인기에 기여하였다고 생각했으며 PC 게이머의 웨스 펜런(Wes Fenlon)은 트위치 스트리머 SR_Kaif가 중요한 순간을 위해 어몽어스를 준비하였다고 생각했다. 펜런은 시크릿 히틀러 등 마피아 게임의 영향을 받은 다른 대중적인 테이블톱 게임들과의 유사성을 어몽어스의 성공의 이유의 하나로 언급하였다. 이 마피아류 게임들 중 일부는 과거에 타운 오브 살렘, 웨어울브스 위딘 등 컴퓨터 게임으로 채택된 바 있으나 펜런은 이것들이 단순히 기초적인 웨어울프 규칙을 위한 온라인 인터페이스를 추가한 데 반해 어몽어스는 콘셉트를 완전히 새롭게 해석하였다고 평했다.
게임의 인기는 달이 갈수록 계속되었다. 2020년 9월 다운로드 건수는 100,000,000회를 넘어섰고, 동시 접속자 수는 1,500,000명까지 치솟았으며,(그 중 약 400,000명이 스팀에서 접속) 9월 말 3,800,000명까지 정점을 찍었다. 이 급격한 플레이어 수 증가로 말미암아 게임 서버에 과부하가 발생했으며 윌러드에 따르면 "당시 완전히 무료인 아마존 서버여서 끔찍했다"면서 긴장 속에서 조속한 해결을 위한 작업을 수행해야 했다.
광범위한 인기의 시간에 어몽어스는 미국 육군 이스포츠(U.S. Army Esports)에 의해 플레이되어 일부 논란이 일기도 했는데 게임에서 스팀의 플레이어들이 N-word, 나가사키 폭탄 투하(bombing of Nagasaki)라는 이름을 사용한 것을 두고 일부 시청자들은 이를 공격적이고 수긍할 수 없다고 평하였다. 8월, 이너슬로스는 어몽어스의 머치 스토어를 열었다. 게임의 인기는 수많은 팬아트와 인터넷 밈에 영감을 주었으며, crewsonas 현상을 일으키기도 했다. 윌러드는 팬이 만든 콘텐츠가 참으로 어몽어스를 이루는 최고의 부분이라고 표현했으며 브로드맨더는 이를 보고 자신이 가장 즐겨 보는 것이라고 언급했다.
인기 속에 이너슬로스는 PS4와 엑스박스 원 등의 콘솔에 게임을 출시하는 것을 고려하였으나 표준 텍스트 기반 또는 목소리 기반 대화가 유용하지 않는 것으로 간주되는 플레이어 소통 구현 문제와 마주하게 되었다. 로켓 리그의 퀵 컴스(quick comms)와 비슷한 시스템, 그리고 게임을 위한 완전히 새로운 소통 시스템 개발 가능성까지 고려하였다. 2020년 9월 기준으로, 적어도 고려는 되었으나 콘솔로의 이식 개발 상태는 알려지지 않은 상태이다.

### 점검, 그리고 취소된 후속작
2020년 8월, 사내 팀은 후속작 《어몽어스 2》로 방향을 전환하였다. 당시 윌러드와 에이미 류는 서버 4대, 3개 지역을 추가하면서 어몽어스를 계속 업데이트함으로써 플레이어 기반을 극대화하였다. 또, 동시 접속 게임 수를 더 많이 지원하기 위해 더 많은 게임코드를 추가하였다. 2020년 9월 23일, 사내 팀은 많은 사람들이 오리지널 게임을 즐기고 있다는 이유로 후속작을 취소하고 오리지널 게임 지원을 계속하되 후속작에 도입하기로 했던 모든 콘텐츠를 이 오리지널 게임에 넣기로 하였다. 이너슬로스는 게임의 코드 기반이 구식이며 많은 새로운 콘텐츠 추가를 지원하기 위해 개발된 것이 아니라고 생각했으므로 사내 팀은 새 기능을 실켜시키기 위해 게임의 핵심 코드를 재작업할 계획을 세운다. 사내팀은 게임 서버 문제 및 만연한 치팅 문제를 해결할 방안, 그리고 게임플레이 유령의 개선, 커스터마이즈 가능한 컨트롤 추가, 시각 장애인 지원, 친구 시스템, 더 많은 플레이어 색, 헨리 (브로드맨더가 개발에 참여)을 발표하였다.

### 불법 프로그램 사용
에리스 로리스(Eris Loris)라는 이름의 한 플레이어에 의해 진행 중인 일련의 핵(hack)들이 주로 북아메리카 서버에 등장하였다. 어몽어스 서브레딧과 트위터의 여러 플레이어들은 플레이어 로비 해킹을 보고하였는데, 이 플레이어의 유튜브 채널이 광고되었고 디스코드 서버의 링크가 제공되었으며 게임 채팅에 정치적 스팸을 송신하는 일이 발생하였다. 또한, 이 해커는 채널 구독을 거부하는 플레이어들은 장치 해킹이 될 것이라고 위협하기도 했다. 디스코드 서버는 인종차별적 언어, 폭력, 포르노그래피, 동물 학대를 나타내는 이미지 등 상당한 양의 부적절한 내용을 포함한 것이 드러났다.
유로게이머 기자는 2020년 10월 23일 한 문서를 게시하였는데, 이 여기자는 에리스 로리스와 접촉한 것으로 추정된다. 이 기자는 해킹된 게임에 제공된 여러 링크 가운데 하나로부터 디스코드 서버에 진입하였다. 그녀는 로리스가 단지 6시간 안에 핵을 담당하는 봇을 작성하였다고 보고하였으며 해커에 따르면 다른 자원봉사자들에게 이 봇을 구동할 권한을 주었다.
로리스에 따르면 제공된 가장 강력한 서버 가운데 2개를 활용하는 최대 50명의 자원봉사자들을 모집하였다. 로리스는 이 핵이 최대 1,500,000개 게임의 4,900,000명의 플레이어들에 영향을 미쳤다고 주장하였다. 그는 또한 이 핵이 차기 미국 대통령 선거의 도널드 트럼프에 대한 플레이어들의 투표에 영향을 주도록 이목을 끄는 관심의 일부였다고 부언 설명하였다.

#### 이너슬로스의 반응
어몽어스의 개발사 이너슬로스는 10월 23일 공식 트위터 계정을 통해 설명을 공개하였다. 이너슬로스는 해킹 이슈에 대해 매우 잘 알고 있으며 긴급 서버 업데이트를 통해 핵을 온전히 방지시킬 예정이라고 언급하였다. 플레이어들에게 공개 서버에서 플레이하지 말고 비공개 서버를 고수할 것을 권고하였다. 오리지널 게임의 점검의 일부로서 일반적으로 해킹을 포함, 에리스 로리스의 문제를 풀어나갈 계획을 수립하였다.

## 반응
어소시에이티드 프레스는 이 게임이 2020년 10월 아이폰와 아이패드 기준으로 애플 앱스토어에서 가장 많이 판매되는 앱으로 언급하였다. 록, 페이어, 샷건의 크레이그 피어슨은 임포스터로 플레이하는 편이 크루원으로 플레이하는 것보다 훨씬 더 재밌음을 발견하면서 이를 "기진맥진한 것"으로 평했다. 스트리머들 사이에 게임의 인기와 관련하여 더 내셔널의 에블린 로우(Evelyn Lau)는 다음과 같이 언급했다: "누가 임포스터인지 추정(가끔은 매우 잘못 추정하기도 함)하려고 애쓰거나 임포스터가 아니라는 것에 대해 거짓말하는 사람들의 반응을 지켜보는 것이 매우 재미있습니다." "록, 페이퍼, 샷건"의 앨리스 오코너는 이 게임을 "미니게임을 갖춘 마피아나 웨어울프"로 기술하였다. 더게이머의 앤드루 페니는 이 게임이 가격에 상응하는 가치가 있다고 언급하였다.
어몽 어스는 종종 폴 가이즈와 비교되는데, 두 게임 모두 코로나19 팬더믹 기간 중에 파티 게임으로서 대중화되었기 때문이다. 게임 개발사들은 모두 트위터에서 서로를 긍정적으로 인식하였다. 젤리빈같이 보이는 두 게임의 아바타 간 비교가 그려지기도 했다. 그 외에도 괴물, 타운 오브 살렘, 웨어울브스 위딘, 시크릿 히틀러와 비교되고 있다.

### 수상
| 상                  | 수상일           | 분류                                      | 결과 | 각주          |
| ------------------- | ---------------- | ----------------------------------------- | ---- | ------------- |
| 골든 조이스틱 2020  | 2020년 11월 24일 | 브레이크스루 어워드(Breakthrough Award)   | 수상 | [ 82 ]        |
| 더 게임 어워즈 2020 | 2020년 12월 10일 | 최고의 모바일 게임(Best Mobile Game)      | 수상 | [ 83 ] [ 84 ] |
| 더 게임 어워즈 2020 | 2020년 12월 10일 | 최고의 다인용 게임(Best Multiplayer Game) | 수상 | [ 83 ] [ 84 ] |

### 참조주
1. 1 2  Lorenz, Taylor (2020년 10월 14일), “With Nowhere to Go, Teens Flock to Among Us - YouTubers, influencers and streamers popularized the multiplayer game. Then their fans started playing too.”, 《The New York Times》, 2020년 10월 14일에 원본 문서에서 보존된 문서, 2020년 10월 14일에 확인함, When an indie game company created Among Us in 2018, it was greeted with little fanfare. The multiplayer game remained under the radar as many games do — until the summer of the pandemic. Eager to keep viewers entertained during quarantine, Chance Morris, known online as Sodapoppin, began streaming the game, created by InnerSloth, to his 2.8 million followers on Twitch in July. By mid-September, Among Us caught on like wildfire. Suddenly major YouTube stars, TikTok influencers and streamers were playing it. PewDiePie, James Charles and Dr. Lupo have all played the game for millions.
2. 1 2  Rodriguez, Salvador (2020년 10월 14일), “How Amazon’s Twitch turned an obscure game called Among Us into a pandemic mega-hit”, 《CNBC》, 2020년 10월 15일에 원본 문서에서 보존된 문서, 2020년 10월 14일에 확인함, Developed by InnerSloth, a small studio in Redmond, Washington, Among Us was download nearly 42 million times on Steam in the first half of September, according to Safebettingsites.com, and it was downloaded nearly 84 million times on iOS and Android that month, according to SensorTower. The game hasn’t left the top five on Apple’s U.S. App Store since Sept. 1, and it has seen more than 158 million installs worldwide across the App Store and Google Play to date, SensorTower says.
3. 1 2 3 4  “About”. 《InnerSloth》. 2020년 9월 9일에 확인함.
4. 1 2 3 4 5 6 7 8 9 10  Grayson, Nathan (2020년 9월 8일). “Among Us' Improbable Rise To The Top Of Twitch”. 《Kotaku Australia》 (오스트레일리아 영어). 2020년 9월 9일에 원본 문서에서 보존된 문서. 2020년 9월 8일에 확인함.
5. 1 2 3  “PC and Online Released! - Among Us by Innersloth”. 《itch.io》 (영어). 2020년 9월 11일에 확인함.
6. 1 2  InnerSloth (2018년 11월 8일). “Among Us Out of Beta and Pricing - Among Us by Innersloth”. 《Itch.io》 (영어). 2020년 9월 6일에 원본 문서에서 보존된 문서. 2020년 9월 27일에 확인함.
7. ↑  “Among Us!”. 《iOS App Store》 (미국 영어). 2020년 9월 21일에 원본 문서에서 보존된 문서. 2020년 9월 13일에 확인함.
8. 1 2  InnerSloth (2020년 8월 18일). “Among Us 2 - Among Us by Innersloth”. 《Itch.io》 (영어). 2020년 9월 21일에 원본 문서에서 보존된 문서. 2020년 9월 9일에 확인함.
9. 1 2 3 4  Brian, Renadette (2020년 8월 19일). “Among Us 2 Announced Following First Game's Huge Surge In Popularity”. 《Game Rant》 (미국 영어). 2020년 9월 9일에 원본 문서에서 보존된 문서. 2020년 9월 8일에 확인함.
10. 1 2  Perrault, Patrick (2020년 8월 18일). “Among Us 2 Announced”. 《TechRaptor》 (영어). 2020년 9월 9일에 원본 문서에서 보존된 문서. 2020년 9월 8일에 확인함.
11. 1 2  Manson, Leonard (2020년 9월 4일). “Among Us 2 confirmed for PC and mobile; first details”. 《Somag News》 (미국 영어). 2020년 9월 4일에 원본 문서에서 보존된 문서. 2020년 9월 8일에 확인함.
12. ↑  에픽게임즈에서 7월 첫째주 동안 무료로 어몽어스를 배포하기도 하였다.
13. ↑  전기 사보타지 제외
14. ↑  “[게임리뷰]인디게임 '어몽어스'는 왜 핫할까”. 2020년 9월 25일에 확인함.
15. ↑  “[순위분석] 아직 뜨거운 어몽 어스, 열기 식는 폴 가이즈”. 2020년 9월 25일에 확인함.
16. ↑  업데이트 전엔 4~10이었다.
17. ↑  방장이 직접 선택한다.
18. 1 2  Lugris, Mark (2020년 9월 9일). “InnerSloth's Party Game Among Us Reaches 1.5 Million Simultaneous Players”. 《TheGamer》 (미국 영어). 2020년 9월 21일에 원본 문서에서 보존된 문서. 2020년 9월 9일에 확인함.
19. 1 2 3  Matthews, Emma (2020년 9월 15일). “Deceive your friends with these sneaky Among Us tips”. 《PC Gamer》 (미국 영어). 2020년 9월 21일에 원본 문서에서 보존된 문서. 2020년 9월 16일에 확인함.
20. ↑  위에서 아래를 보는 관점
21. ↑  이걸 이용 하여 시야를 가장 좁게하여 술래잡기도 가능하다
22. ↑  Paez, Danny (2020년 9월 16일). “3 'Among Us' ghost tips to help your team win from beyond the grave”. 《Inverse》 (영어). 2020년 9월 21일에 원본 문서에서 보존된 문서. 2020년 9월 16일에 확인함.
23. 1 2 3 4 5  Penney, Andrew (2020년 9월 16일). “Among Us Review: A Perfect Way To Ruin Your Friendships”. 《TheGamer》 (미국 영어). 2020년 9월 21일에 원본 문서에서 보존된 문서. 2020년 9월 16일에 확인함.
24. 1 2 3 4 5 6  Pearson, Craig (2020년 8월 27일). “Among Us has made a lying murderer out of me”. 《Rock, Paper, Shotgun》 (미국 영어). 2020년 9월 9일에 원본 문서에서 보존된 문서. 2020년 9월 8일에 확인함.
25. 1 2 3 4 5 6 7 8  Lau, Evelyn (2020년 9월 8일). “'Among Us': what to know about the online survival game that's all about deceit”. 《The National》 (영어). 2020년 9월 9일에 원본 문서에서 보존된 문서. 2020년 9월 8일에 확인함.
26. ↑  긴급회의 수는 제한되어 있다
27. 1 2 3  Marshall, Cass (2020년 9월 11일). “Why Among Us' Emergency Meeting is the big social media mood”. 《Polygon》 (영어). 2020년 9월 21일에 원본 문서에서 보존된 문서. 2020년 9월 13일에 확인함.
28. ↑  Marshall, Cass (2020년 9월 18일). “New Among Us players keep accidentally outing themselves as aliens”. 《Polygon》 (영어). 2020년 9월 21일에 원본 문서에서 보존된 문서. 2020년 9월 19일에 확인함.
29. 1 2  Winslow, Jeremy (2020년 9월 18일). “Among Us PS4, Xbox One Port More Complicated Than You Think”. 《GameSpot》 (미국 영어). 2020년 9월 21일에 원본 문서에서 보존된 문서. 2020년 9월 19일에 확인함.
30. 1 2  Paez, Danny (2020년 9월 17일). “'Among Us' dev offers disappointing update on progress for Xbox, PS4 ports”. 《Inverse》 (영어). 2020년 9월 21일에 원본 문서에서 보존된 문서. 2020년 9월 19일에 확인함.
31. 1 2  Matthews, Emma (2020년 8월 25일). “Why Among Us is the best game to watch on Twitch right now”. 《PC Gamer》 (미국 영어). 2020년 9월 9일에 원본 문서에서 보존된 문서. 2020년 9월 8일에 확인함.
32. 1 2 3  Joseph, Funké (2020년 9월 4일). “Why Among Us Became One of the Biggest Games on Twitch Two Years After Release”. 《Paste》 (영어). 2020년 9월 9일에 원본 문서에서 보존된 문서. 2020년 9월 8일에 확인함.
33. ↑  Wilde, Tyler (2020년 9월 24일). “How to customize your character in Among Us”. 《PC Gamer》 (미국 영어). 2020년 9월 27일에 원본 문서에서 보존된 문서. 2020년 9월 28일에 확인함.
34. 1 2  Marshall, Cass (2020년 9월 25일). “Among Us fans are creating their own crewsonas and sweet impostors”. 《Polygon》 (영어). 2020년 9월 26일에 원본 문서에서 보존된 문서. 2020년 9월 27일에 확인함.
35. ↑  업데이트 전에는 전부 유료였다.
36. 1 2 3 4 5 6  Carless, Simon (2020년 9월 10일). “Behind the dizzying ride to the top for Among Us”. 《Gamasutra》 (영어). 2020년 9월 21일에 원본 문서에서 보존된 문서. 2020년 9월 16일에 확인함.
37. ↑  원자로 멜트다운, 산소 부족, 통신 장비 파손, 전등을 고장내는 능력, 문을 잠시동안 닫는 능력 등등
38. ↑  크루원들 중에서는 크루원 편인 직업 중 기술자만 사용 가능하다.
39. 1 2 3 4 5 6 7 8  Fenlon, Wes (2020년 9월 24일). “How Among Us became so wildly popular”. 《PC Gamer》 (미국 영어). 2020년 9월 25일에 원본 문서에서 보존된 문서. 2020년 9월 25일에 확인함.
40. ↑  “Among Us - Apps on Google Play”. 《Google Play》 (영어). 2020년 9월 21일에 원본 문서에서 보존된 문서. 2020년 9월 13일에 확인함.
41. 1 2 3 4 5  Campbell, Amy (2020년 9월 22일). “Among Us Devs Have Created a Gaming Phenomenon, Albeit Two Years After It Launched”. 《Escapist Magazine》 (미국 영어). 2020년 9월 24일에 원본 문서에서 보존된 문서. 2020년 9월 24일에 확인함.
42. ↑  Power, Tom (2020년 9월 16일). “Is there crossplay in Among Us?”. 《Gamepur》 (미국 영어). 2020년 9월 24일에 원본 문서에서 보존된 문서. 2020년 9월 21일에 확인함.
43. ↑  Matthews, Emma (2020년 9월 10일). “How crossplay works in Among Us”. 《PC Gamer》 (미국 영어). 2020년 9월 21일에 원본 문서에서 보존된 문서. 2020년 9월 15일에 확인함.
44. 1 2 3 4  Coto, Adrian (2020년 9월 21일). “Among Us Surpasses PUBG With Almost 400,000 Concurrent Steam Players”. 《Screen Rant》 (미국 영어). 2020년 9월 24일에 원본 문서에서 보존된 문서. 2020년 9월 21일에 확인함.
45. ↑  InnerSloth (2019년 8월 8일). “MIRA HQ Launched! - Among Us by Innersloth”. 《Itch.io》 (영어). 2020년 9월 21일에 원본 문서에서 보존된 문서. 2020년 9월 16일에 확인함.
46. ↑  InnerSloth (2019년 11월 12일). “Polus Map Launched! - Among Us by Innersloth”. 《Itch.io》 (영어). 2020년 9월 21일에 원본 문서에서 보존된 문서. 2020년 9월 16일에 확인함.
47. ↑  InnerSloth (2020년 1월 6일). “Among Us and Innersloth in 2020 - Among Us by Innersloth”. 《Itch.io》 (영어). 2020년 9월 24일에 원본 문서에서 보존된 문서. 2020년 9월 27일에 확인함.
48. ↑  “Among Us - All Maps Free and Among Us Merch! - Steam News”. 《Steam》 (영어). 2020년 6월 11일. 2020년 9월 26일에 원본 문서에서 보존된 문서. 2020년 9월 27일에 확인함.
49. 1 2 3 4  Kent, Emma (2020년 9월 24일). “Among Us 2 cancelled as devs focus on original title”. 《Eurogamer》. 2020년 9월 25일에 원본 문서에서 보존된 문서. 2020년 9월 24일에 확인함.
50. ↑  Zheng, Jenny (2020년 9월 21일). “Among Us Is Even More Popular Than You Think Right Now”. 《GameSpot》 (미국 영어). 2020년 9월 23일에 원본 문서에서 보존된 문서. 2020년 9월 24일에 확인함.
51. ↑  
  - Epstein, Adam. “How an obscure 2018 computer game became a global phenomenon overnight”. 《Quartz》 (영어). 2020년 10월 2일에 원본 문서에서 보존된 문서. 2020년 10월 2일에 확인함.
  - Stuart, Keith (2020년 9월 29일). “Among Us is the ultimate party game of the Covid era”. 《The Guardian》 (영어). 2020년 10월 2일에 확인함.
  - Sands, Sean (2020년 8월 23일). “'Among Us' Is Not Just the Game of 2020, It's '2020: The Game'”. 《Vice》 (영어). 2020년 10월 1일에 원본 문서에서 보존된 문서. 2020년 10월 2일에 확인함.
52. ↑  
  - Macgregor, Jody (2020년 9월 9일). “Multiplayer space mystery Among Us hits 1.5 million simultaneous players”. 《PC Gamer》 (미국 영어). 2020년 9월 21일에 원본 문서에서 보존된 문서. 2020년 9월 12일에 확인함.
  - O'Connor, Alice (2020년 9월 8일). “Among Us had 1.5 million people playing at the same time this weekend”. 《Rock, Paper, Shotgun》 (미국 영어). 2020년 9월 9일에 원본 문서에서 보존된 문서. 2020년 9월 12일에 확인함.
  - Bailey, Dustin (2020년 9월 7일). “Among Us reaches 1.5 million concurrent players”. 《PCGamesN》 (영국 영어). 2020년 9월 9일에 원본 문서에서 보존된 문서. 2020년 9월 8일에 확인함.
  - Zheng, Jenny (2020년 9월 18일). “Among Us Is Really, Really Popular Right Now”. 《GameSpot》 (미국 영어). 2020년 9월 21일에 원본 문서에서 보존된 문서. 2020년 9월 19일에 확인함.
53. ↑  Lugris, Mark (2020년 9월 29일). “Among Us Had 3.8 Million Concurrent Players Last Weekend”. 《TheGamer》 (미국 영어). 2020년 10월 1일에 원본 문서에서 보존된 문서. 2020년 10월 1일에 확인함.
54. ↑  
  - Lemon, Jacon (2020년 9월 13일). “US Navy's Twitch account criticized for streaming games with offensive player names”. 《Newsweek》 (영어). 2020년 9월 21일에 원본 문서에서 보존된 문서. 2020년 9월 15일에 확인함.
  - Gault, Matthew (2020년 9월 14일). “A U.S. Navy Twitch Stream Included Jokes About Nagasaki and the N-Word”. 《Vice》 (영어). 2020년 9월 21일에 원본 문서에서 보존된 문서. 2020년 9월 15일에 확인함.
  - Grayson, Nathan (2020년 9월 15일). “Navy Twitch Stream Spirals Out Of Control Due To Slur, War Crime Jokes”. 《Kotaku Australia》 (오스트레일리아 영어). 2020년 9월 21일에 원본 문서에서 보존된 문서. 2020년 9월 17일에 확인함.
  - Marchetto, Claudia (2020년 9월 14일). “Among Us: la Marina americana lo gioca su Twitch usando nickname razzisti ed è bufera”. 《Eurogamer.it》 (이탈리아어). 2020년 9월 21일에 원본 문서에서 보존된 문서. 2020년 9월 15일에 확인함.
55. ↑  Marshall, Cass (2020년 9월 21일). “Among Us fans are calling everything 'pretty sus,' and it keeps working”. 《Polygon》 (영어). 2020년 9월 24일에 원본 문서에서 보존된 문서. 2020년 9월 26일에 확인함.
56. ↑  Lopez, Michael (2020년 9월 28일). “Among Us Fans Are Making Their Own Unique "Crewsonas"”. 《TheGamer》 (미국 영어). 2020년 10월 1일에 원본 문서에서 보존된 문서. 2020년 9월 29일에 확인함.
57. ↑  Willard, Forest (2020년 9월 1일). “Among Us Beta 2020.9.1 :: Among Us General Discussions”. 《Steam Community》 (영어). 2020년 9월 21일에 원본 문서에서 보존된 문서. 2020년 9월 18일에 확인함.
58. ↑  Willard, Forest (2020년 9월 10일). “Servers Update (2020.9.9 beta) :: Among Us General Discussions”. 《Steam Community》 (영어). 2020년 9월 21일에 원본 문서에서 보존된 문서. 2020년 9월 18일에 확인함.
59. 1 2  
  - “The game that's so popular, it can't have a sequel”. 《BBC News》 (영국 영어). 2020년 9월 24일. 2020년 9월 24일에 원본 문서에서 보존된 문서. 2020년 9월 24일에 확인함.
  - Oloman, Jordan (2020년 9월 24일). “Among Us 2 Cancelled, New Content Headed to Among Us 1”. 《IGN》 (영어). 2020년 9월 24일에 원본 문서에서 보존된 문서. 2020년 9월 24일에 확인함.
  - Carpenter, Nicole (2020년 9월 24일). “Among Us 2 canceled — but don't worry”. 《Polygon》 (영어). 2020년 9월 24일에 원본 문서에서 보존된 문서. 2020년 9월 24일에 확인함.
  - Plunkett, Luke (2020년 9월 23일). “Among Us 2 Cancelled One Month After It Was Announced”. 《Kotaku》 (미국 영어). 2020년 9월 23일에 원본 문서에서 보존된 문서. 2020년 9월 24일에 확인함.
  - Prescott, Shaun (2020년 9월 23일). “Among Us 2 cancelled in favour of ongoing work on the current game”. 《PC Gamer》 (미국 영어). 2020년 9월 24일에 원본 문서에서 보존된 문서. 2020년 9월 24일에 확인함.
  - Peters, Jay (2020년 9월 23일). “Among Us is so popular that its developers just canceled the sequel”. 《The Verge》 (영어). 2020년 9월 24일에 원본 문서에서 보존된 문서. 2020년 9월 24일에 확인함.
60. 1 2 3  InnerSloth (2020년 9월 23일). “The Future of Among Us”. 《Itch.io》. 2020년 9월 24일에 원본 문서에서 보존된 문서. 2020년 9월 23일에 확인함.
61. ↑  Grayson, Nathan (2020년 10월 2일). “Among Us Has A Cheating Problem”. 《Kotaku》 (미국 영어). 2020년 10월 4일에 확인함.
62. ↑  Marshall, Cass (2020년 10월 8일). “Among Us with randoms is rough”. 《Polygon》 (영어). 2020년 10월 9일에 확인함.
63. ↑  Wilde, Tyler (2020년 10월 5일). “Of course there are already Among Us cheaters”. 《PC Gamer》 (미국 영어). 2020년 10월 9일에 확인함.
64. ↑  Paez, Danny. “'Among Us' developers promise to fix the most boring part of the game”. 《Inverse》 (영어). 2020년 10월 7일에 확인함.
65. 1 2  Liao, Shannon (2020년 9월 26일). “Among Us, a murder mystery set in space, is the latest multimillion dollar craze in video games”. 《CNN》. 2020년 9월 27일에 원본 문서에서 보존된 문서. 2020년 9월 27일에 확인함.
66. ↑  Mukherjee, Arnab (2020년 10월 24일). “Among Us Hacker: Who is Eris Loris & how to respond to his Among Us hack /spam attack - guide”. 《The SportsRush》 (미국 영어). 2020년 10월 25일에 확인함.
67. 1 2  Emma, Kent (2020년 10월 23일). “Among Us is dealing with a huge spam attack”. 《Eurogamer》 (미국 영어). 2020년 10월 24일에 원본 문서에서 보존된 문서. 2020년 10월 24일에 확인함.
68. ↑  Grayson, Nathan (2020년 10월 2일). “Among Us Has A Cheating Problem”. 《Kotaku》 (미국 영어). 2020년 10월 3일에 원본 문서에서 보존된 문서. 2020년 10월 4일에 확인함.
69. ↑  Marshall, Cass (2020년 10월 8일). “Among Us with randoms is rough”. 《Polygon》 (영어). 2020년 10월 9일에 원본 문서에서 보존된 문서. 2020년 10월 9일에 확인함.
70. ↑  Wilde, Tyler (2020년 10월 5일). “Of course there are already Among Us cheaters”. 《PC Gamer》 (미국 영어). 2020년 10월 9일에 원본 문서에서 보존된 문서. 2020년 10월 9일에 확인함.
71. ↑  Innersloth (2020년 10월 23일). “Innersloth's Response to the hacking problem”. 《Twitter》 (미국 영어). 2020년 10월 24일에 원본 문서에서 보존된 문서. 2020년 10월 24일에 확인함.
72. ↑  “Among Us for PC Reviews”. 《Metacritic》. CBS Interactive. 2020년 11월 18일에 확인함.
73. ↑  Ruppert, Liana (2020년 9월 29일). “Among Us Review – Better Late Than Never”. 《Game Informer》. 2020년 11월 15일에 원본 문서에서 보존된 문서. 2020년 10월 29일에 확인함.
74. ↑  Tiraxa (2020년 11월 23일). “Test : Among Us : Que vaut vraiment le party game du confinement ?”. 《Jeuxvideo.com》. 2020년 11월 27일에 원본 문서에서 보존된 문서. 2020년 11월 28일에 확인함.
75. ↑  “The top iPhone and iPad apps on Apple App Store”, 《The Washington Post》, Associated Press, 2020년 10월 13일, 2020년 10월 15일에 원본 문서에서 보존된 문서, 2020년 10월 13일에 확인함, 1. Among Us!, InnerSloth LLC
76. ↑  O'Conner, Alice (2020년 9월 8일). “Among Us had 1.5 million people playing at the same time this weekend”. 《Rock, Paper, Shotgun》. 2020년 9월 9일에 원본 문서에서 보존된 문서. 2020년 9월 8일에 확인함.
77. ↑  Fall Guys [FallGuysGame] (2020년 8월 22일). “This is actually true
We love Among Us” (트윗).
78. ↑  Forest Willard [forte_bass] (2020년 8월 23일). “This is horrifying.
I love it.” (트윗).
79. ↑  Fairfax, Zackerie (2020년 9월 27일). “A Fall Guys X Among Us Crossover Could Happen (& It Just Makes Sense)”. 《Screen Rant》 (미국 영어). 2020년 10월 8일에 원본 문서에서 보존된 문서. 2020년 10월 4일에 확인함.
80. ↑  Harris, Iain (2020년 10월 1일). “Someone has modded Among Us’s Red into Left 4 Dead 2, naturally”. 《PCGamesN》 (영국 영어). 2020년 10월 3일에 원본 문서에서 보존된 문서. 2020년 10월 4일에 확인함.
81. 1 2  
  - Rothery, Jen (2020년 8월 26일). “The best games like Among Us: seven of the top social deduction and imposter games”. 《PCGamesN》 (영국 영어). 2020년 9월 21일에 원본 문서에서 보존된 문서. 2020년 9월 14일에 확인함.
  - Marshall, Cass (2020년 9월 22일). “Among Us is much better without 'confirm eject'”. 《Polygon》. 2020년 9월 24일에 원본 문서에서 보존된 문서. 2020년 9월 22일에 확인함.
82. ↑  Tyrer, Ben (2020년 11월 24일). “Among Us developer wins this year's Breakthrough Award at the Golden Joysticks”. 《GamesRadar+》. 2020년 11월 28일에 원본 문서에서 보존된 문서. 2020년 11월 28일에 확인함.
83. ↑  Winslow, Jeremy (2020년 11월 18일). “The 2020 Game Awards Nominees Have Been Announced”. 《GameSpot》. 2020년 12월 1일에 확인함.
84. ↑  Makuch, Eddie (2020년 11월 18일). “New Among Us Map Teased, Announcement Coming At The Game Awards”. 《GameSpot》. 2020년 11월 19일에 원본 문서에서 보존된 문서. 2020년 11월 19일에 확인함.

### 내용주
1. ↑  "Puffballs United"라는 이름으로 더 잘 알려진 인물이다
2. ↑  iOS 앱 스토어에서는 뒤에 !가 붙은 "Among Us!"라는 이름으로 되어 있다.[7] 후속작을 논할 때 이 게임은 게임 개발자들과 일부 언론 매체들에 의해 《어몽 어스 1》(Among Us 1)으로 명사화되기도 했다.[8][9][10][11]
3. ↑  모드 제외
4. ↑  사보타주의 종류는 맵마다 다르다. "skeld: 원자로 용해, 산소 고갈, 정전, 통신장치 파괴", "polus: 지반 안정화, 정전, 통신교란" 등이있다
5. ↑  토론이 시작될 때 discuss(번역하면 의논하다이다)라는 문자가 뜬다.
6. ↑  어몽 어스 무료 모바일 버전과 유료 PC 버전 모두 유료 다운로드 콘텐츠를 이용할 수 있다. 그러나 PC 버전의 경우 모바일 버전의 다운로드 콘텐츠 중 일부는 독립된 게임에 포함되어 있다.[36]
7. ↑  예시 : 배선 수리하기, 쓰레기 버리기, 파일전달하기, 열쇠 돌리기, 전선 연결하기 등등
8. ↑  약간 게임 형태로 변질되었다.